# Tropicus sanisidroensis
Tropicus sanisidroensis – gatunek chrząszcza z rodziny różnorożkowatych i podrodziny Heterocerinae.

## Taksonomia
Gatunek ten został opisany w 2002 roku przez Stanislava Skalickiego na podstawie pojedynczego okazu odłowionego w 1995 roku przez Ulfa Dreschela. Epitet gatunkowy nawiązuje do lokalizacji typowej.

## Opis
Znany wyłącznie samiec o długości ciała 2,25 mm. Ciało brązowe z jaśniejszym wzorem na przedpleczu i pokrywach oraz jasnobrązowymi czułkami i żuwaczkami. Labrum wydłużone, gęsto oszczecinione. Żuwaczki ząbkowane, ostro zakończone, opatrzone dobrze rozwiniętym, spiczastym zębem przedwierzchołkowym i krótkim wyrostkiem grzbietowym. Przedplecze szersze niż długie i tak szerokie jak nasada pokryw, gęste i drobno granulowane, wyposażone w żółtawe, krótkie szczecinki. Jego boki prawie równoległe, słabo się z przodu zbiegające. Tarczka spiczasta, bokami pomarszczona. Pokrywy podłużne, drobno i gęsto granulowane, o kilku wgłębieniach barkowych. Łuk strydulacyjny zaznaczony. Golenie przednie i środkowe z 8, a tylne z 7 dłuższymi kolcami. Spiculum gastrale Y-kształtne, 0,5 mm długie. Edeagus 0,45 mm długi.

## Rozprzestrzenienie
Gatunek znany wyłącznie z Estancia San Isidro w paragwajskim departamencie Presidente Hayes.